# Klaus Conrad

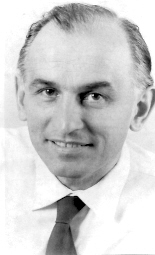
Klaus Conrad

Klaus Conrad (ur. 19 czerwca 1905 w Reichenbergu, zm. 5 maja 1961 w Getyndze) – niemiecki lekarz neurolog i psychiatra, profesor psychiatrii na Uniwersytecie w Getyndze. Jego najważniejszym dziełem jest monografia Die beginnende Schizophrenie. Versuch einer Gestaltanalyse des Wahns (1958), w której przedstawił psychopatologiczny opis objawów prodromalnych schizofrenii, koncepcję „nastroju urojeniowego” („tremy”).

## Wybrane prace
- Der Konstitutionstypus als genetisches Problem. Versuch einer genetischen Konstitutionslehre. Berlin: Verlag von Julius Springer, 1941.
- Das Unbewusste als phänomenologisches Problem. Fortschritte der Neurologie und Psychiatrie 25, s. 56–73, 1957
- Gestaltanalyse und Daseinsanalytik. Nervenarzt, 30, s. 405–410, 1959
- Die beginnende Schizophrenie - Versuch einer Gestaltanalyse des Wahns. Stuttgart: Georg Thieme, 1958